# OCSiAl
OCSiAl — новосибирская  компания, владелец российского предприятия по производству нанотрубок ОКСиАл.ру. Крупнейший в мире производитель одностенных углеродных нанотрубок по собственным технологиям и индустриальных модификаторов на их основе.
На 2020 год количество сотрудников более 450 человек.

## История
Компания образована в феврале 2010 года Юрием Коропачинским, Олегом Кирилловым, Юрием Зельвенским и Михаилом Предтеченским. В ноябре 2013 года, после 11 прототипов, начинает работу первая промышленная установка по синтезу нанотрубок Graphеtron 1.0, установленная в Центре наномодифицированных материалов технопарка новосибирского Академгородка. В 2015 году установка синтезировала 1250 кг одностенных углеродных нанотрубок, в 2016 году 4 тонны.
В феврале 2020 года компания запускает свою вторую производственную установку Graphetron 50, мощностью 50 тонн в год. К концу 2020 году суммарная производительность компании достигла 80 тонн.

## Собственники
47 % акций компании принадлежат её основателям (Юрию Коропачинскому, Юрию Зельвенскому и Олегу Кириллову), а также академику Михаилу Предтеченскому. «Роснано» владеет 17,3 % акций. В марте 2019 года рыночная капитализация OCSiAl превысила $1 млрд. А в 2021 году оценка компании выросла до $2 млрд.

## Технология
Компания OCSiAl разработала и запустила первую промышленную технологию производства графеновых нанотрубок (также известных как одностенные углеродные нанотрубки — SWCNT) на основе исследований Михаила Предтеченского, академика РАН, а также одного из основателей и научного руководителя компании OCSiAl. Уникальность этой технологии заключается в возможности её масштабирования до индустриальных объёмов, а также в сниженной цене за синтезируемый материал. Этот метод производства одностенных нанотрубок впервые позволил сделать рентабельным их промышленное применение.
Авторские права защищены рядом патентов, в том числе RU 2157060, RU 2478572, US 6846467, US 8137653, US 8551413.

## Продукты
Графеновые нанотрубки OCSiAl выпускаются под брендом TUBALL и используются в качестве универсального аддитива для большинства известных материалов. Графеновая нанотрубка представляет собой чрезвычайно тонкий свернутый лист графена. Ключевое преимущество графеновых нанотрубок по сравнению с другими добавками связано с тем, что всего 0,01 % SWCNT радикально меняет удельные свойства материалов. Столь низкая концентрация позволяет сохранять оригинальный цвет материала и снижать негативное воздействие на его механические и реологические характеристики.
Разработанные OCSiAl концентраты позволяет упростить работу с нанотрубками. В 2015 году компания запустила уникальный научно-производственный центр для исследования нанотрубок и разработки технологий их внесения в композитные материалы, аккумуляторы, эластомеры, краски и покрытия.

### Области применения

#### Эластомеры
Основой концентратов для использования в эластомерах являются каучуки и масла-пластификаторы, что позволяет улучшать свойства силиконов, латексов и каучуков при минимальном изменении рецептуры компаунда. В октябре 2016 года компании LANXESS и OCSiAl объявили о запуске новых продуктов на основе нанотрубок для создания упрочненных и электропроводных латексов.